# Wind of Change (chanson)
Pour les articles homonymes, voir Wind of Change.
Singles de Scorpions
Tease Me, Please Me
(1990) Send Me an Angel
(1990)
Pistes de Crazy World
To Be With You In Heaven Restless Nights
Wind of Change (qui signifie « Le Vent du changement ») est une chanson du groupe de hard rock allemand Scorpions, composée en 1990 par le chanteur du groupe Klaus Meine et issue de l'album Crazy World. Elle est sortie en single l'année suivante.

## Descriptions
Wind of Change a été entièrement composée et écrite par Klaus Meine, le chanteur du groupe. Les paroles de la chanson lui ont été inspirées par le Moscow Music Peace Festival (en) de 1989, le premier festival de musique rock occidentale donné dans le bloc soviétique, en 1989, et auquel Scorpions participa. Elles célèbrent les changements politiques du début des années 1990 en Europe de l'Est, c’est-à-dire la chute du bloc communiste (ce qui mena par la suite à la disparition de l'URSS).
Beaucoup d'auditeurs de la chanson qui ne connaissent pas bien Moscou restent souvent perplexes quant à la signification des premières lignes de la chanson qui sont : 
« I follow the Moskva

Down to Gorky Park

Listening to the wind

of change
(Je longe la Moskova

Vers le parc Gorki

En écoutant le vent

du changement) »
La Moskova est la rivière qui traverse Moscou et le parc Gorki est un parc de la même ville. Wind of Change a été inspirée à Klaus Meine lors de la visite des Scorpions à Moscou en 1989, et il a donc inclus dans la chanson diverses références à la ville.

## Succès
Wind of Change n'est véritablement devenue un hit qu'en 1991 lorsque la chanson s'est classée n°1 dans les charts, notamment en Allemagne (11 semaines), France (7 semaines entre fin 1990 et début 1991) et Pays-Bas, n°4 aux États-Unis et n°2 au Royaume-Uni. Finalement, la chanson se classera n°1 dans 11 pays.
Wind of Change est généralement connue comme un des symboles de la réunification de l'Allemagne et de la fin du rideau de fer. Scorpions a reçu de nombreux honneurs et distinctions pour cette chanson : les membres du groupe ont été reçus au Kremlin à Moscou par Mikhaïl Gorbatchev en 1991, lors d'une cérémonie au cours de laquelle ils lui ont remis une plaque sur laquelle étaient inscrites les paroles de la chanson. Ils ont aussi été invités en 1999 à jouer la chanson lors de la cérémonie qui a eu lieu pour célébrer les dix ans de la chute du mur de Berlin.
En 2005, les spectateurs de la chaîne de télévision allemande ZDF ont choisi cette chanson comme chanson du siècle. C'est la chanson la plus vendue de tous les temps en Allemagne.

## Autres versions
Wind of Change apparaît également sur les albums des Scorpions Live Bites (live, 1995), Moment of Glory (2000) avec l'orchestre philharmonique de Berlin sur l'album Acoustica (2001) et apparaît dans l'album Comeblack (2011). Le groupe a également enregistré une version russe de la chanson (Ветер Перемен, Veter Peremen) ainsi qu'une version espagnole (Vientos de Cambio).
Pendant la pandémie du virus corona, le groupe a collaboré avec Yoshiki sur cette chanson. La représentation a été montrée dans le documentaire Yoshiki: Under the Sky en 2023.
En 2022, à la suite de l'invasion de l'Ukraine par la Russie, Klaus Meine change une partie des paroles de Wind of Change chantée en concerts. La première fois que les paroles ont été chantées, c'était en collaboration avec Yoshiki.

## Liste des pistes du single
| CD maxi Europe 1. Wind of Change (5:10) 2. Tease Me Please Me (4:44) US 1. Wind of Change (5:10) 2. Restless Nights (5:44) 3. Big City Nights (live) (5:10) | 7" single 1. Wind of Change (5:10) 2. Restless Nights (5:44) |

## Charts

### Meilleur classement
| Charts (1991),                                | Position |
| --------------------------------------------- | -------- |
| Allemagne (Official German Charts)            | 1        |
| Australie (ARIA Charts)                       | 7        |
| Autriche (Ö3 Austria Top 40)                  | 1        |
| Belgique (Flandre Ultratop 50)                | 2        |
| France (SNEP)                                 | 1        |
| Irlande (Official Irish Charts)               | 2        |
| Norvège (VG-lista)                            | 1        |
| Nouvelle-Zélande (Recorded Music NZ)          | 17       |
| Pays-Bas (Nederlandse Top 40)                 | 1        |
| Suède (Sverigetopplistan)                     | 1        |
| Suisse (Schweizer Hitparade)                  | 1        |
| Royaume-Uni (Official Charts Company)         | 2        |
| États-Unis (Billboard Hot 100)                | 4        |
| États-Unis (Billboard Mainstream Rock Tracks) | 2        |

### Charts de fin d'année
| Charts de fin d'année (1991) | Position |
| ---------------------------- | -------- |
| Australie                    | 43       |
| Autriche                     | 1        |
| France                       | 3        |
| Suisse                       | 1        |

## Certifications et ventes
| Pays       | Certification | Date            | Ventes   |
| ---------- | ------------- | --------------- | -------- |
| Autriche   | Platine       | 7 novembre 1991 | 30 000+  |
| France     | Or            | 1991            | 250 000+ |
| Allemagne  | Platine       | 1991            | 500 000  |
| États-Unis | Or            | 9 avril 1991    | 500 000  |